# Look Voyages
Look voyages est une marque du voyagiste Tui France spécialiste du club francophone à l'étranger.
Auparavant, Look voyages faisait partie du groupe canadien Transat (propriétaire de la compagnie Air Transat). Look Voyages détenait également près de 50 % des parts de la compagnie aérienne Star Europe, devenue Star Airlines puis XL Airways.
Look voyages conçoit des séjours hôtelier ou en circuit (autotours ou croisières par exemple), avec en particulier les Clubs Lookéa. L'ensemble de leurs produits sont distribués par internet et par agence de voyages.

## Activité
Look voyages dispose de villages vacances dont plus de 30 clubs Lookéa situés en Europe, Afrique, Amérique centrale, Caraïbes et plus récemment en Asie. Des départs sont réguliers à partir de Paris, Lyon, Marseille, Nantes, Lille, Bordeaux et Toulouse.